# Hérin
Hérin è un comune francese di 3 851 abitanti nel dipartimento del Nord, regione dell'Alta Francia.

## Società

### Evoluzione demografica
Abitanti censiti